# Disk Detective (Proyecto de ciencia ciudadana)
Disk Detective es un proyecto de Ciencia ciudadana de Zooniverse. Su principal objectivo es identificar en la Vía Láctea los  discos de escombros (Disco circunestelar) que rodean a  las estrellas en el proceso de formación de un sistema planetario.  Los usuarios eligen entre las imágenes del telescopio espacial WISE de la NASA así como de los catálogos DSS, SDSS-II y 2MASS.

## Detalles
Se busca entre miles de imágenes en infrarrojo. En los datos están mezcladas imágenes de galaxias, núcleos galácticos activos, nebulosas planetarias, entre otros objetos celestes. Todos estos cuerpos brillan con gran intensidad en el infrarrojo por eso es necesaria la clasificación a "ojo".
Disk Detective es el primer proyecto liderado y financiado por la NASA dentro de Zooniverse.El capital proviene del Fondo de Innovación de la Ciencia de la NASA.

## Clasificación
Cuando los usuarios entran al sitio se les pide que comiencen a clasificar. Allí aparece una interfaz mostrando las imágenes que deben observar.
Los usuarios clasifican las imágenes utilizando los botones con las opciones que definen mejor al objeto astronómico.
El objeto de interés se considera un buen candidato.

## Objetos que buscan

### Discos de escombros
Es imposible encontrar  discos de escombros a simple vista entre las imágenes, por eso se busca un "buen candidato".
Debe tener las siguientes características: ser redondo, no salir del círculo rojo de la interfaz, no moverse de la cruz en el centro del círculo y no debe haber más de un objeto en el círculo.

### YSOs
Yso (Young stellar object), objeto estelar joven en español.
Se trata de estrellas jóvenes a menudo rodeadas de un disco, generalmente las encontramos en un cúmulo estelar.

## Descubrimientos
El proyecto ha logrado descubrir el primer disco de debris con una compañera enana blanca (HD 74389) y un nuevo tipo de disco alrededor de una enana M.